# ダリア・コンダコワ
ダリア・コンダコワ（ロシア語:  Дарья Кондакова, ラテン文字転写: Daria Kondakova、1991年7月30日 - ）は、ロシアの新体操選手。ソチ出身。身長169cm。

## 経歴
- 2009年から2011年の世界新体操選手権の個人総合で、3大会連続で銀メダルを獲得。同じロシアのエフゲニア・カナエワと3大会連続ワンツーフィニッシュ。
- 2010年から2011年の世界新体操クラブ選手権の個人総合で、2大会連続で銀メダルを獲得。カナエワと2大会連続ワンツーフィニッシュ。
- 2012年のロンドンオリンピック (2012年)の個人総合の出場枠は2枠与えられており、第一候補がカナエワ、第二候補がコンダコワであったが、ヨーロッパ選手権の前に膝の怪我で棄権、その後ドイツで手術を行ったが、怪我の状態は深刻でロンドンオリンピックまでの回復は不可能と診断されたため出場を断念、現役引退となった。